# Wolfgang Große
Wolfgang Große (* 23. April 1928 in Dortmund; † 15. Februar 2001 in Essen) war ein deutscher Geistlicher und Weihbischof im Bistum Essen.

## Leben
Wolfgang Große absolvierte gemeinsam mit einem Studienfreund, dem späteren Erzbischof von Paderborn, Johannes Joachim Degenhardt, ein Praktikum unter Tage auf der Schachtanlage Prosper l in Bottrop, bevor er am 6. August 1952 im Paderborner Dom zum römisch-katholischen Priester geweiht wurde. Nach einer kurzen Tätigkeit als Krankenhausseelsorger am Marienhospital in Gelsenkirchen war er vor allem in Bochumer Pfarrgemeinden als Gemeindeseelsorger eingesetzt.
Mit der Gründung des Bistums Essen 1956–1958 wurde Große am 23. Februar 1957 in die neue Diözese inkardiniert.
Zwei Jahre später, 1960, holte ihn Bischof Franz Hengsbach als Bischöflichen Kaplan und Geheimsekretär in seine unmittelbare Nähe. Gemeinsam mit Bischof Hengsbach erlebte er die Sitzungsperioden des Zweiten Vatikanischen Konzils von 1962 bis 1965 mit. Seit dieser Zeit war Große auch mit Bischof Hubert Luthe befreundet, der damals als Sekretär des Kölner Kardinals Joseph Frings am Konzil teilnahm.
Nachdem Wolfgang Große zuvor zum Geistlichen Rat, zum Leiter des Referates für Fragen der kirchlichen Lehre und zum Bischofsvikar für den Ostteil der Diözese ernannt worden war, ernannte ihn Papst Paul VI. am 12. Oktober 1968 zum zweiten Weihbischof für das Bistum Essen und Titularbischof von Lamasba. Bischof Franz Hengsbach spendete ihm am 8. Dezember desselben Jahres die Bischofsweihe. Mitkonsekratoren waren die Weihbischöfe Julius Angerhausen aus Essen und Johannes Joachim Degenhardt aus Paderborn.
1970 übernahm Große im Bischöflichen Generalvikariat die Leitung des Dezernats „Glaubenslehre und Gottesdienst“, 1980 zudem das Dezernat „Caritas“ und den Vorsitz des Caritasverbandes für das Bistum Essen. Daneben war er in der Deutschen Bischofskonferenz Mitglied der „Glaubenskommission“ und der Kommission „Erziehung und Schule“.
Seit 1978 gehörte Große als Residierender Domkapitular dem Domkapitel an der Essener Kathedralkirche an. Als dessen „dienstältestes Mitglied“ wurde er nach dem Tod von Kardinal Franz Hengsbach zum Diözesanadministrator gewählt und verwaltete bis zur Ernennung Hubert Luthes zum neuen Diözesanbischof im Dezember 1991 das Ruhrbistum. Schwer erkrankt legte er im August 1994 seine Ämter nieder.
Weihbischof Wolfgang Große starb am 15. Februar 2001 in Essen und wurde auf dem Kapitelsfriedhof im Kreuzgang der Domkirche beigesetzt.